# 帕盧峰
46°15′19″N 10°41′56″E / 46.2552°N 10.69899°E
帕盧峰（義大利語：Cima Palù），是意大利的山峰，位於該國北部，由特倫蒂諾-上阿迪傑大區負責管轄，屬於阿達梅洛-普雷薩內拉阿爾卑斯山脈的一部分，海拔高度2,991米，每年平均降雨量1,357毫米。